# Contea di Wallace
La contea di Wallace (in inglese Wallace County) è una contea dello Stato del Kansas, negli Stati Uniti. La popolazione al censimento del 2010 era di 1 485 abitanti. Il capoluogo di contea è Sharon Springs.

## Storia

### Storia antica
Per molti millenni, le Grandi Pianure del Nord America erano abitate da nativi americani nomadi. Dal XVI secolo al XVIII secolo, il Regno di Francia rivendicò la proprietà di vaste zone del Nord America.
Nel 1762, dopo la guerra franco-indiana, la Francia cedette segretamente la Nuova Francia alla Spagna, secondo il trattato di Fontainebleau.

### 19 ° secolo
Nel 1802, la Spagna restituì la maggior parte della terra alla Francia, ma mantenendo la proprietà di circa 7.500 miglia quadrate. Nel 1803, la maggior parte della terra per il moderno Kansas fu acquistata dagli Stati Uniti dalla Francia come parte della Louisiana Purchase da 828.000 miglia per 2,83 centesimi l'acro.
Nel 1854 fu costituito il territorio del Kansas, nel 1861 il Kansas divenne il 34 ° stato degli Stati Uniti. Nel 1868 fu fondata la contea di Wallace.

## Geografia fisica

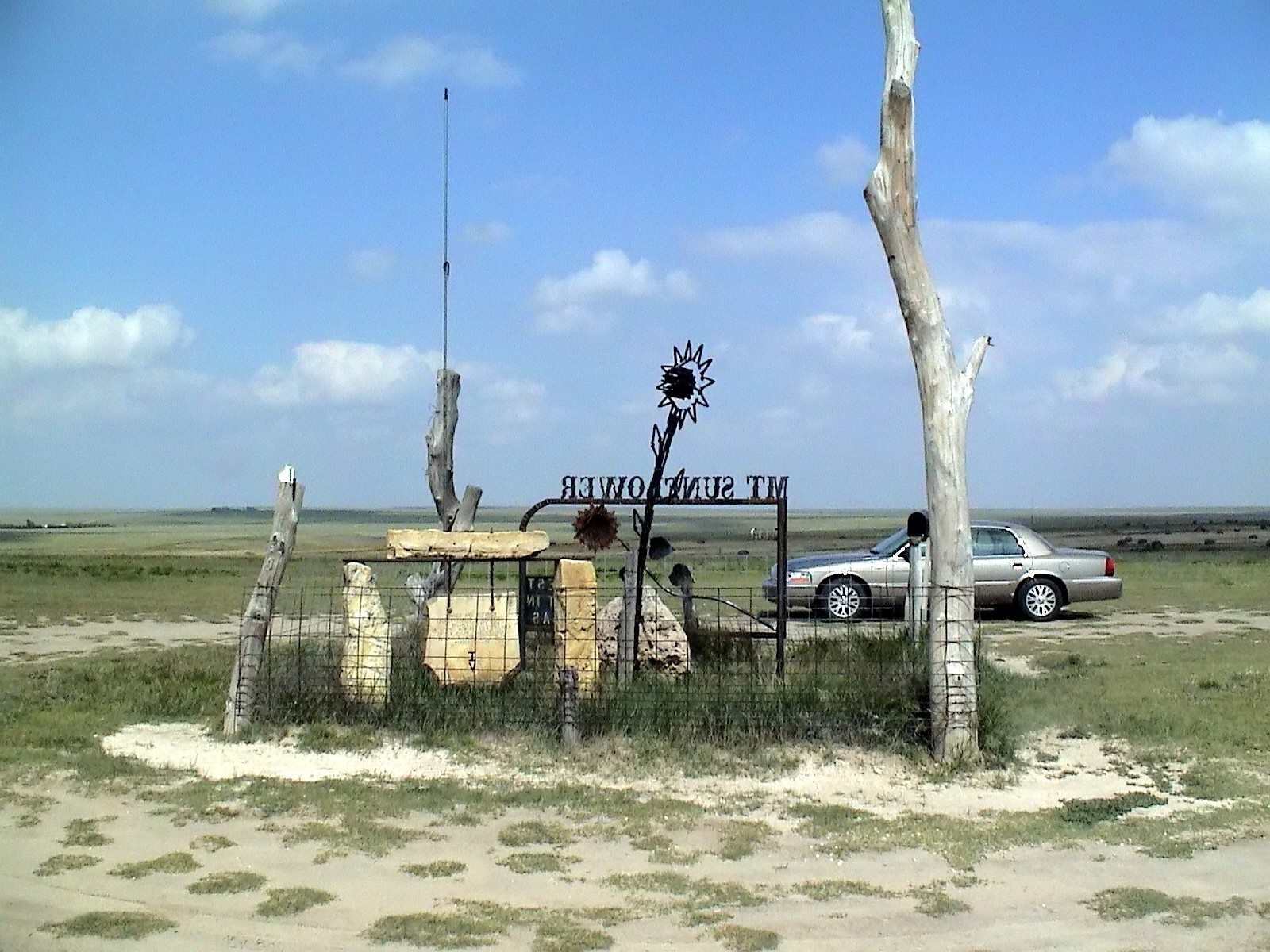
"Mount Sunflower", il punto più alto del Kansas, si trova nella contea di Wallace

Secondo lo United States Census Bureau, la contea ha una superficie di 2.367km² di cui 2.2,020 km² è terra (99,99%) e 0,13 km² (0,01%) acque interne.

### Contee confinanti
- Sherman County (nord)
- Logan County (est/ConfineCentral Time border)
- Wichita County (sudest/Central Time border)
- Greeley County (sud)
- Cheyenne County, Colorado (ovest)
- Kit Carson County, Colorado (nordovest)

### Evoluzione demografica

Age pyramid

## Politica
| Anno | Repubblicano | Democratico | Terze parti |
| ---- | ------------ | ----------- | ----------- |
| 2016 | 90,4% 721    | 5,8% 46     | 3,9% 31     |
| 2012 | 90,1% 719    | 8,5% 68     | 1,4% 11     |
| 2008 | 85,8% 690    | 11,9% 96    | 2,2% 18     |

Nel potente stato repubblicano del Kansas, Wallace è stato a lungo la contea dello stato più repubblicana di tutte le altre contee repubblicane. Solo due candidati alla presidenza democratica hanno vinto nella contea, Woodrow Wilson nel 1916 e Franklin D. Roosevelt nel 1932. Dal 1944 solo tre candidati presidenziali democratici hanno superato il 31% dei voti a Wallace, Harry S. Truman nel 1948, Lyndon Johnson nel 1964 e Jimmy Carter nel 1976 - mentre dal 1980 solo Michael Dukakis durante le elezioni del 1988 colpite dalla siccità ha ottenuto così tanto come diciassette percento per il Partito Democratico.
Infatti, nelle elezioni del 2016, Hillary Clinton ha registrato meno del 6% del voto delle contee, mentre gli ultimi cinque candidati repubblicani hanno superato l'84%.

## Infrastrutture e trasporti

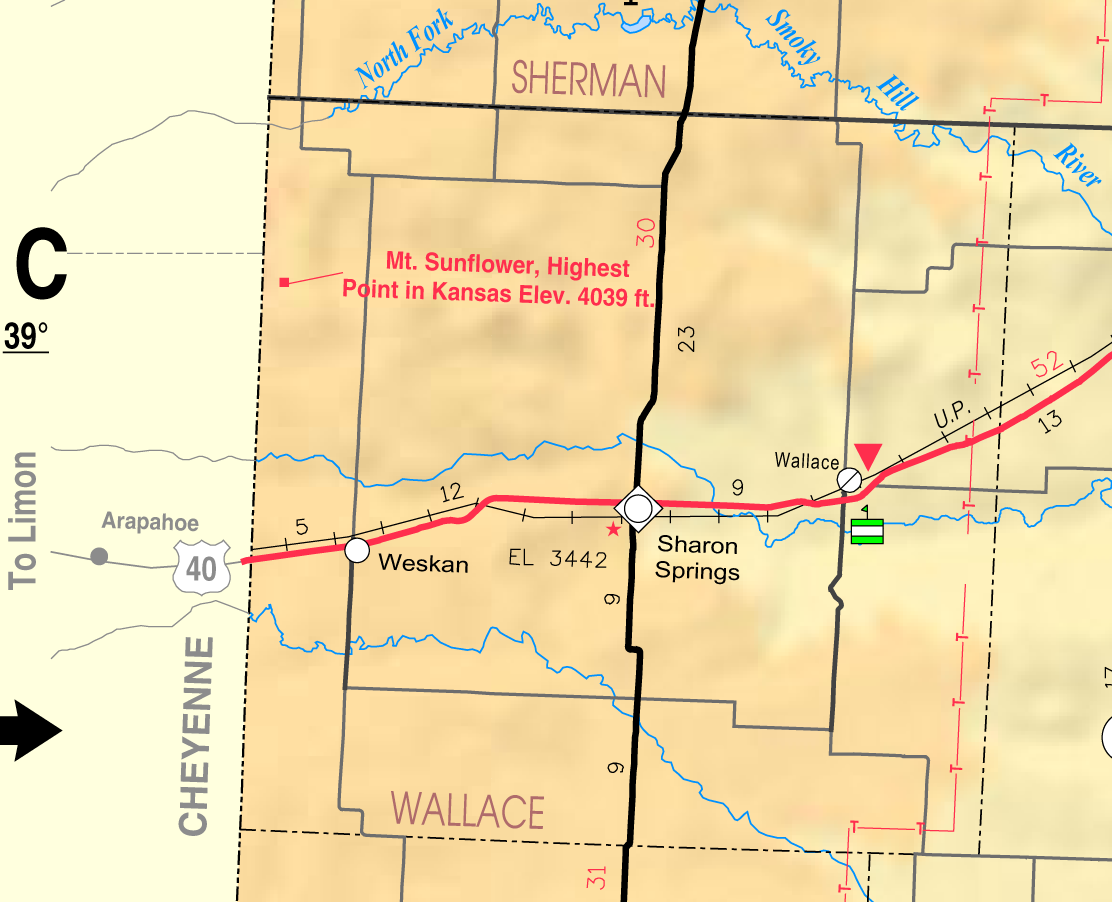
Map of Wallace County from KDOT (map legend)

### Strade
- U.S. Highway 40
- Kansas Highway 27

## Geografia antropica

### Città
- Sharon Springs
- Wallace

### Unincorporated community
- Weskan - area non incorporata e una census-designated place

### Townships
La contea di Wallace è divisa in quattro townships.
Nessuna delle città all'interno della contea è considerata indipendente dal punto di vista governativo, e tutte le cifre relative alle township includono quelle delle città.
Nessuna città all'interno della contea è considerata governi indipendenti, e tutti i dati per le townships comprendono quelli delle città.
| Township       | FIPS  | Capoluogo      | Popolazione | Densità demografica /km² (/sq mi) | aree terrestri km² (sq mi) | superficie d'acqua km² (sq mi) | acqua % | Coordinate geografiche |
| -------------- | ----- | -------------- | ----------- | --------------------------------- | -------------------------- | ------------------------------ | ------- | ---------------------- |
| Harrison       | 30450 |                | 85          | 0 (1)                             | 210 (81)                   | 0 (0)                          | 0%      | 38°45′53″N 101°34′34″W |
| Sharon Springs | 64400 | Sharon Springs | 1,096       | 1 (3)                             | 885 (342)                  | 0 (0)                          | 0%      | 38°54′12″N 101°45′03″W |
| Wallace        | 74775 |                | 175         | 0 (1)                             | 488 (188)                  | 0 (0)                          | 0.01%   | 38°58′15″N 101°33′35″W |
| Weskan         | 76700 | Wallace        | 393         | 1 (1)                             | 784 (303)                  | 0 (0)                          | 0.01%   | 38°53′08″N 101°56′10″W |